# 猪场河
猪场河，是位于中国贵州省南部的一条河流，属于马别河右岸支流，上游称司寨河，发源于盘县南部大山镇大桥河林场，东南流至上寨村以南转向东，至盘县玛依镇以南的牛角山纳玛依河后始称“猪场河”，之后沿着盘县与普安县边界，至普安县罗汉乡以南的黄家桥入马别河楼下河段。河长37.6公里，流域面积311平方公里。